# Morti nel 258
| Questa pagina contiene informazioni ricavate automaticamente dalle voci biografiche con l'ausilio del template Bio e di un bot. L'aggiornamento è periodico e automatico e ricostruisce completamente la pagina. Se manca una persona in questa lista, sei pregato di non aggiungerla, ma accertati piuttosto che la sua voce biografica contenga il template Bio e che i dati anagrafici siano correttamente compilati. Se il template Bio manca, inseriscilo tu stesso o, in alternativa, metti l'avviso {{tmp\|Bio}} che ne segnala la mancanza. Se i dati riportati sono sbagliati, correggi direttamente la voce biografica; le modifiche saranno visibili in questa lista entro pochi giorni. Per chiarimenti vedi il progetto biografie. La lista contiene solo le 8 persone che sono citate nell'enciclopedia e per le quali è stato implementato correttamente il template Bio. Pagina aggiornata al 2 mag 2025. |

- 23 giugno - Agrippina di Mineo, santa romana (n. 243)
- 6 agosto - Innocenzo, romano
- 6 agosto - Papa Sisto II, papa, vescovo e santo romano
- 9 agosto - Romano martire, militare romano
- 10 agosto - San Lorenzo, santo romano (n. 225)
- 14 settembre - Tascio Cecilio Cipriano, vescovo e scrittore romano (n. 210)
- Novaziano, presbitero e teologo romano
- Zhuge Dan, generale cinese